# Corrélation d'Eucken
La corrélation d'Eucken est une expression liant conductivité, viscosité et chaleur spécifique dans le cas d'un gaz polyatomique. Elle a été établie par Arnold Eucken en 1913.

## Relation d'Eucken
Dans un gaz monoatomique la méthode de Chapman-Enskog permet de relier conductivité et viscosité par la relation :
{\displaystyle {\frac {\lambda }{\mu }}={\frac {5}{2}}C_{V}}
où {\displaystyle \textstyle C_{V}} est la capacité thermique massique à volume constant.
Le calcul analytique étant difficile pour un gaz polyatomique possédant des degrés de liberté internes, Eucken a proposé d'écrire la loi sous une forme linéaire faisant intervenir de manière découplée la translation (indice tr) et les degrés de liberté internes (indice int) :
{\displaystyle {\frac {\lambda }{\mu }}=f_{tr}C_{V_{tr}}+f_{int}C_{V_{int}}\,,\quad C_{V_{int}}={\frac {3{\mathcal {R}}}{2{\mathcal {M}}}}}
où {\displaystyle \textstyle {\mathcal {R}}} est la constante universelle des gaz parfaits et {\displaystyle \textstyle {\mathcal {M}}} la masse molaire. La compatibilité avec le cas monoatomique donne {\displaystyle \textstyle f_{tr}={\frac {5}{2}}}.
Eucken a proposé  {\displaystyle \textstyle f_{int}=1}, valeur obtenue lorsque les degrés de liberté internes ont un temps de relaxation nul (découplage de la translation). On obtient alors l'expression :
{\displaystyle {\frac {\lambda }{\mu }}=C_{V}+{\frac {9{\mathcal {R}}}{4{\mathcal {M}}}}}
Cette expression donne des valeurs trop faibles et il a été proposé de la modifier en prenant pour {\displaystyle \textstyle f_{int}} l'inverse du nombre de Schmidt {\displaystyle \textstyle Sc}, conduisant ainsi à la corrélation d'Eucken modifiée,. Celle-ci donne plutôt des valeurs par excès.
Plus tard des calculs d'échanges au cours des collisions moléculaires (Mason et Monchik, Wang-Chang et Uhlenbeck) ont permis de valider l'expression utilisée par Eucken et de donner des valeurs plus réalistes pour les facteurs f :
{\displaystyle f_{tr}={\frac {5}{2}}\left[1-{\frac {5}{6Z}}\left(1-{\frac {2}{5Sc}}\right){\frac {{\mathcal {M}}C_{V_{int}}}{\mathcal {R}}}\right]}
{\displaystyle f_{int}={\frac {1}{Sc}}\left[1+{\frac {5}{4Z}}\left(1-{\frac {2}{5Sc}}\right)\right]}
où {\displaystyle \textstyle Z} est le paramètre de relaxation vibrationnelle (sans dimension) lié au temps caractéristique {\displaystyle \textstyle \tau ={\frac {\mu }{pZ}}}. On remarque qu'en faisant tendre Z vers l'infini on retrouve la corrélation d'Eucken modifiée. Ce coefficient est calculable à partir des intégrales de collision et vaut environ 1,35 pour les gaz diatomiques à température normale.